# Gas-Druckregelanlage

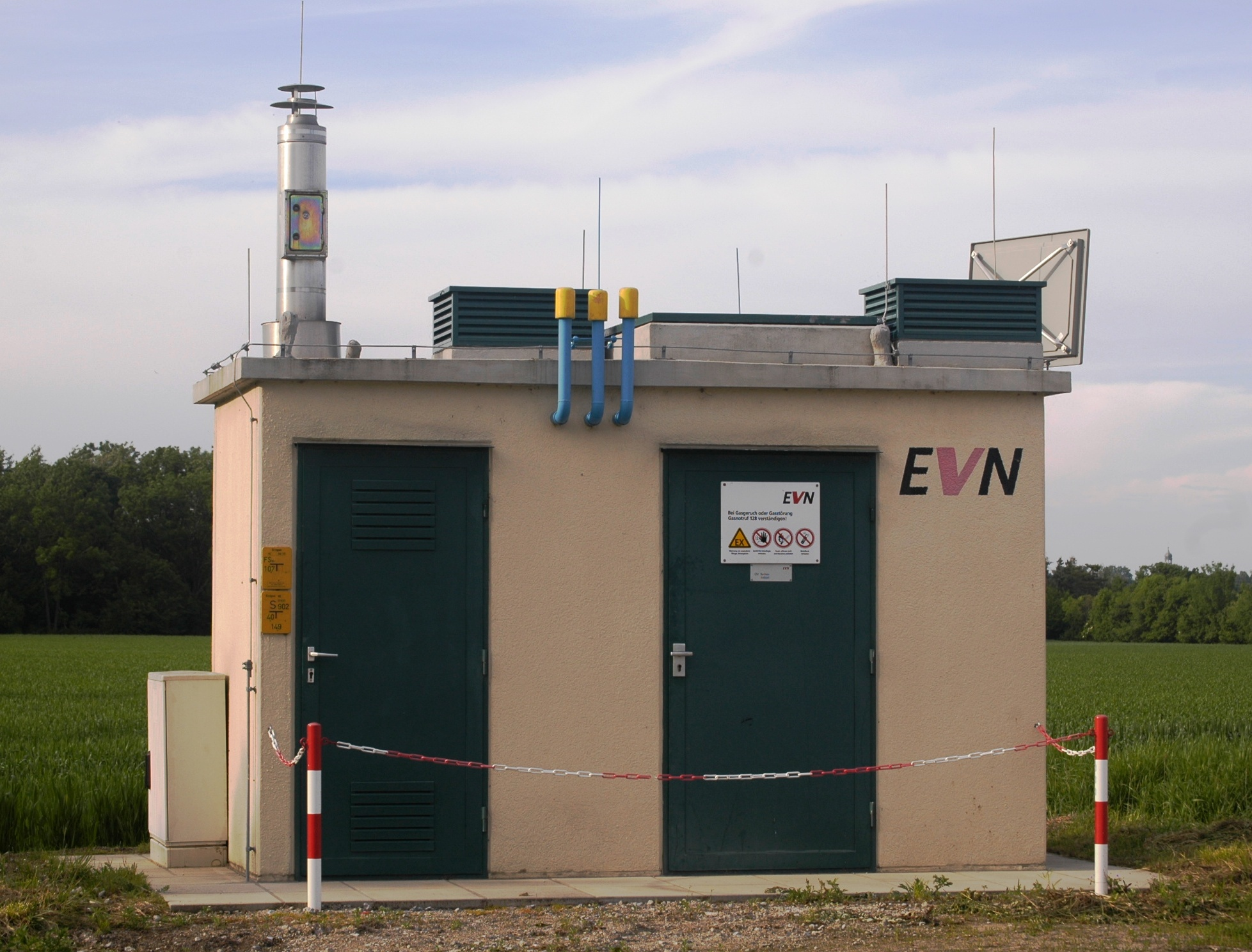
Diese Gasdruckregelanlage entnimmt das Erdgas aus dem Erdgashochdrucknetz und reduziert es auf Mitteldruck

Eine Gas-Druckregelanlage (GDRA) ist eine Anlage zur ein- oder mehrstufigen Gas-Druckreduzierung. Bei einer Gas-Druckregel- und Messanlage (GDRMA) wird zusätzlich noch die Gas-Mengenmessung vorgenommen.

## Allgemeines

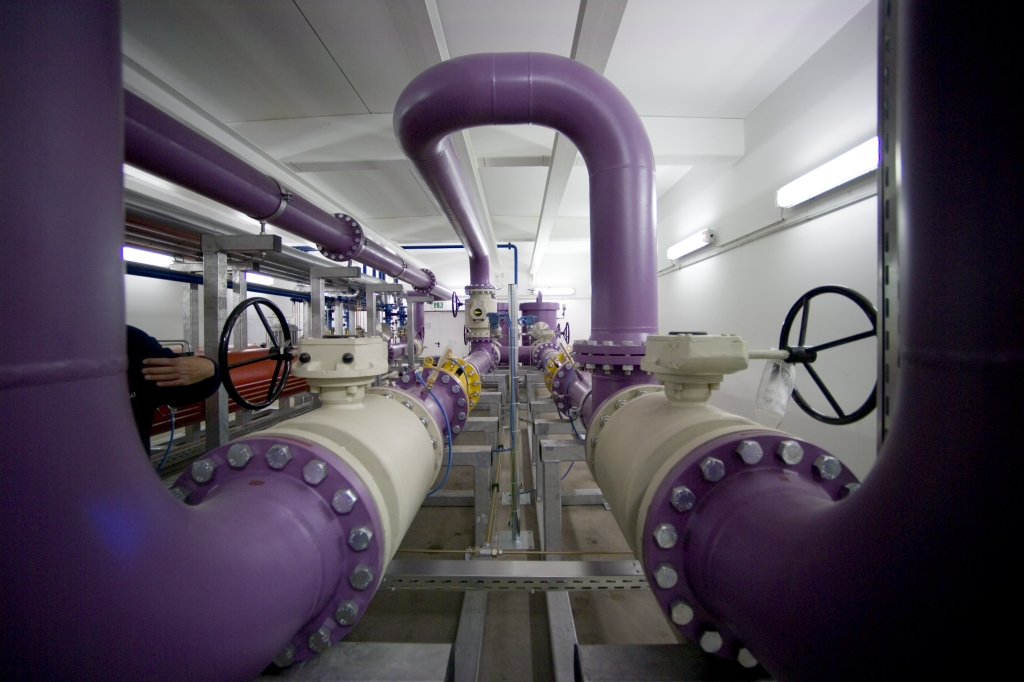
Innenansicht einer Gasdruckregelanlage der EnBW AG

Um den Ferntransport von der Förderung bis zum Abnehmer wirtschaftlich zu gestalten, wird Erdgas auf bis zu 100 bar verdichtet (offshore auch auf über 80 bar). Auf dem Weg vom Abnehmer bis zum Endkunden wird der Druck dann wieder auf einige Millibar Überdruck reduziert. Diese Druckreduzierung bedarf einer sogenannten Gas-Druckregel- bzw. einer kombinierten Gas-Druckregel- und Messanlage.

## Aufbau

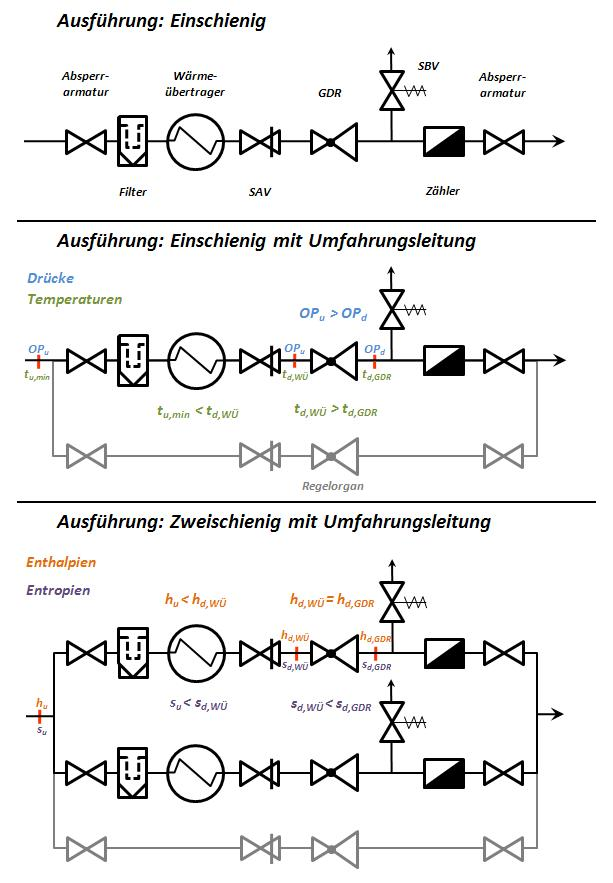
Prinzipielle Ausführungsvarianten

Hauptbestandteile sind: Absperrorgane, Filter, Vorwärmer, Sicherheitseinrichtungen (SAV und SBV), Regler und Messgeräte (GDRM).
Ergänzungseinrichtungen sind u. a. elektrische und Odoriereinrichtungen.
Im Bild sind die prinzipielle Anordnung der Hauptbestandteile und die verschiedenen Ausführungsvarianten in Abhängigkeit von der geforderten Versorgungssicherheit dargestellt. Zusätzlich sind die Zustandsgrößen Druck, Temperatur, Enthalpie sowie Entropie an den anlagencharakteristischen Stellen angetragen.
Dabei steht die Bezeichnung OP für operating pressure zu deutsch Betriebsdruck. Der Index u für upstream zu deutsch stromaufwärts, eingangsseitig und der Index d für downstream zu deutsch stromabwärts, ausgangsseitig.

## Aufgaben
In erster Linie dient die Anlage der Druckreduzierung, zusätzlich werden die Aufgaben der Filterung, der Erdgasvorwärmung (bedingt durch den Joule-Thomson-Effekt), des Schutzes nachfolgender Anlagenteile vor unzulässig hohem (Sonderfall: zu niedrigem) Gasdruck, des Messens und Registrierens der wichtigsten Parameter sowie der Odorierung (Riechbarmachung) des Gases realisiert.
In städtischen Gasnetzen konnten durch die Übertragung mit hohem Druck und die Entspannung vor Ort nicht nur die Querschnitte der Gasleitungen reduziert werden, sondern auch Gasspeicher (Gasometer) eingespart werden – die in den Hochdruckleitungen gespeicherte Gasmenge reicht als Puffer.